# Olean Garage Company
Olean Garage Company, vorher Close Cycle Company und Close Cycle and Automobile Company, war ein US-amerikanischer Hersteller von Fahrzeugen.

## Unternehmensgeschichte
Die Brüder Frank und Fred Close betrieben seit 1896 die Close Cycle Company zur Fahrradherstellung. Der Sitz war in Olean im US-Bundesstaat New York. 1902 kamen Automobile dazu. Der Markenname lautete Close. 1904 erfolgte die Umfirmierung in Close Cycle and Automobile Company und 1905 in Olean Garage Company. Der Schwerpunkt lag nun in der Reparatur von Fahrzeugen. Der Vertrieb von Fahrzeugen der Cartercar Company kam dazu. 1907 endete die eigene Automobilproduktion. In den letzten beiden Jahren waren fünf Kraftfahrzeuge entstanden.